# St.-Martins-Chorknaben Biberach
Die St.-Martins-Chorknaben Biberach sind ein vollstimmig besetzter Knabenchor im oberschwäbischen Biberach an der Riß. Der Chor wurde 1962 gegründet und ist seitdem Mitglied der Pueri Cantores. Er führt in Biberach eine seit 1400 nachgewiesene Tradition des Knabenchorgesangs fort. Die St.-Martins-Chorknaben gestalten regelmäßig die Gottesdienste in ihrer Heimatkirche St. Martin und den umliegenden Kirchengemeinden. Darüber hinaus geben die Chorknaben Konzerte in Biberach und Umgebung. Bei ihrer jährlichen Konzertreise treten sie auch im Ausland auf.

## Geschichte

### 1400–1962
Geistlicher Knabenchorgesang ist in Biberach bereits seit 1400 nachweisbar. Spätestens ab diesem Jahr sangen vier Schüler der Biberacher Lateinschule in den täglichen Messfeiern.
Im 16. Jahrhundert wurde der Knabenchorgesang in Biberach neu organisiert – auch als Folge der Reformation. Die gottesdienstlichen Gesänge wurden nunmehr von Alumnen vollzogen. Es handelte sich hierbei um Knaben, die im Biberacher Spital untergebracht waren. 1568 wurde das katholische Alumnat gegründet, mit dem acht Alumnen finanziert wurden. 1590 folgte das evangelische Alumnat, das auf sechs Alumnen ausgelegt war. Seit 1653 lebten die Alumnen nicht mehr im Spital, sondern bei ihren Familien und erhielten stattdessen für ihren Lebensunterhalt Geld und Naturalien.
In ihren Jugendjahren waren unter anderem der Komponist Justin Heinrich Knecht (1752–1817) sowie der Maler Johann Baptist Pflug (1785–1866) Biberacher Alumnen.
Die Geschichte des evangelischen Alumnats bricht 1938 ab – als Folge der Gleichschaltung des Biberacher Musiklebens nach der nationalsozialistischen Machtübernahme. Das katholische Alumnat blieb hingegen bestehen und endete erst 1961.
Die Gründung der St.-Martins-Chorknaben im Jahr 1962 bildet keine Fortführung des Alumnats als Institution. Allerdings übernahmen die Chorknaben mit der musikalischen Gestaltung der Gottesdienste vergleichbare Aufgaben. Insofern lassen sie sich in die jahrhundertealte Traditionslinie des Biberacher Knabenchorgesangs einordnen.

### 1962–1974
Die St.-Martins-Chorknaben Biberach feierten am 9. Dezember 1962 ihr Gründungsfest (zunächst noch unter dem Namen „pueri cantores St. Martin“). Chorgründer war der damalige Kaplan Paul Pfaff (1930–2006). Er wollte einerseits die Gottesdienste mit festlichen Chorgesängen bereichern; sein vorrangiges Ziel war aber, Kinder und Jugendliche von der Straße wegzuholen, um sie durch das Einstudieren und Aufführen geistlichen Chorgesangs im Glauben zu halten und ihnen zugleich die Erfahrung eines gefestigten Gemeinschaftslebens zu ermöglichen. Zu diesem Zweck funktionierte Pfaff sein Wohnhaus, die Kaplanei, zu einem Jugendtreff um, wo die Chorknaben schließlich im Dachgeschoss eigene Räume erhielten.
Ihr ursprünglicher Name verweist bereits darauf, dass sich die St.-Martins-Chorknaben von Anfang an als Chor der Pueri Cantores verstanden. Bereits 1963 nahmen sie am Diözesan-Sängerknabentreffen des Chorverbands in Ulm teil. 1965 waren sie beim ersten deutschen Nationalkongress in Essen vertreten und 1967 besuchten sie erstmals ein internationales Sängerknabentreffen in Rom.

### 1974–1992
1974 verließ Paul Pfaff Biberach. Daraufhin führten Choristen (Wolfgang Hirsch, Josef Bertsch, Jürgen Lutz) die Chorleitung ehrenamtlich fort. 1981 wurde Günther Höhne Chorleiter. 1988 übernahm Wolfgang Hirsch die Gesamtleitung. Auf ihn folgte 1990 Franz Raml.

### 1992–heute
1992 wurde Johannes Striegel (geb. Friedrich) Chorleiter der St.-Martins-Chorknaben. Für ihn wurde erstmals ein festes Angestelltenverhältnis geschaffen. Dies unterstützte die mit Striegel einsetzende „Phase der Konsolidierung und Aufwärtsentwicklung“.
2006 mussten die Chorknaben die Kaplanei verlassen. Nach einer dreijährigen Zwischenlösung bezogen sie im September 2009 ihre derzeitigen Räumlichkeiten im neu errichteten Gemeindezentrum.
2022 feierten die Chorknaben ihr 60-jähriges Bestehen und Dirigent Johannes Striegel sein 30-jähriges Chorleiter Jubiläum.
2023 Melanie Mayer wird neue Stimmbildnerin der St.-Martins-Chorknaben.

## Repertoire
Die St.-Martins-Chorknaben singen geistliche Chormusik – in der Regel a cappella, also ohne Instrumentalbegleitung. Ihr Repertoire erstreckt sich über sämtliche Epochen der Musikgeschichte – vom Gregorianischen Choral über Bach und Mozart bis zu modernen Komponisten wie Poulenc oder Miškinis.
Zum Einstudieren der Stücke probt der Chor zwei Mal in der Woche. Nach Bedarf erhalten die Sänger Stimmbildungsunterricht. Zudem findet zu Beginn jedes Halbjahres ein Probenwochenende statt.
In den vergangenen Jahren absolvierte der Chor durchschnittlich 45 Auftritte im Jahr.

## Organisationsstruktur
Die St.-Martins-Chorknaben unterscheiden sich von anderen Knabenchören vor allem durch ihre basisdemokratische Organisationsstruktur. Über alle grundlegenden Fragen des Chores entscheiden die Männerstimmen in demokratischer Abstimmung. Auch der Chorleiter hat bei diesen Abstimmungen nur eine Stimme. Die Entscheidungsfreiheit, die den jungen Männern eingeräumt wird, ist verbunden mit der Verpflichtung zur eigenverantwortlichen Umsetzung der getroffenen Beschlüsse. Die Chorknaben vertreten die Auffassung, dass hierdurch eine Erziehung zu verantwortungsvollem Engagement und gesundem Selbstwertgefühl möglich wird.
Für ihr langjähriges Engagement in der Jugendarbeit erhielten die St.-Martins-Chorknaben 2002 den Ehrenamtspreis des Landkreises Biberach.

## Mitgliedschaft
Obwohl es sich bei den St.-Martins-Chorknaben um einen katholischen Knabenchor handelt, ist die Mitgliedschaft weder an eine Konfessions- noch an eine Religionszugehörigkeit gebunden. Neue Sänger werden in der Regel im Alter zwischen 6 und 9 Jahren aufgenommen. Sie durchlaufen zunächst eine musikalische Grundausbildung, in der sie lernen, Noten zu lesen und mehrstimmig zu singen. Nach einer praktischen und schriftlichen Prüfung werden die neuen Sänger dann im Rahmen eines Gottesdienstes feierlich aufgenommen. In der Zeit des Stimmbruchs bleiben die Mutanten eingebunden in die Aktivitäten des Chores und treten dann als Männerstimmen wieder in den Auftrittschor ein.

## Kleidung
Gewand:

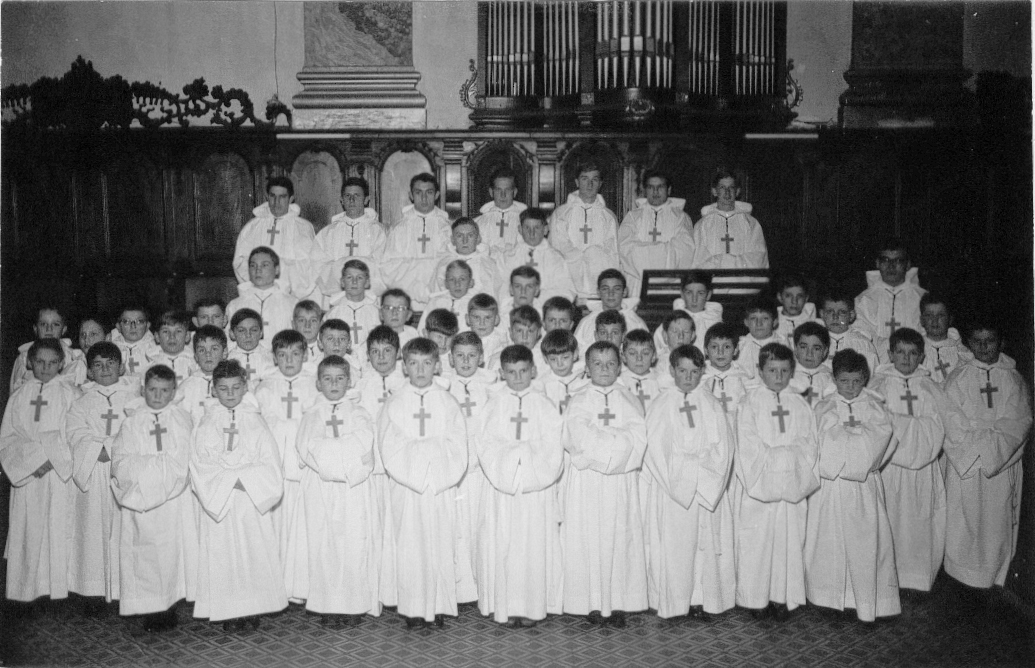
St.-Martins-Chorknaben Biberach im Gewand (1963)

Bei allen liturgischen Auftritten tragen die Chorknaben Gewand. Es besteht aus einer weißen Albe mit Kapuze. Eine weiße Kordel dient als Zingulum. Um den Hals tragen die Chorknaben ein Holzkreuz. Damit orientiert sich das Gewand bewusst an der Kleidung der Petits Chanteurs à la Croix de Bois (deutsch Kleine Sänger vom Holzkreuz). Aus diesem Pariser Knabenchor ist der internationale Chorverband Pueri Cantores hervorgegangen, dessen Prinzipien sich die Chorknaben eng verbunden fühlen.
Konzertdress:
Bei Konzerten trägt der Chor Konzertdress:
- Die Knaben tragen schwarze Hose und ein weißes Hemd, auf dem ein Wappen mit dem Logo der Chorknaben angebracht ist. Um den Hals tragen die Sänger das sogenannte „Mäschle“, eine dunkelrote, speziell gebundene Schleife. Im Winter entfällt das „Mäschle“ und die Chorknaben tragen über dem weißen Hemd einen roten Pullover, auf dem das Logo des Chors aufgedruckt ist.
- Die Männer tragen schwarzen Anzug mit weißem Hemd und schwarzer Fliege. Am Anzug ist ein Anstecker mit dem Wappen der Pueri Cantores angebracht.

## Konzertreisen
Jedes Jahr machen die St.-Martins-Chorknaben eine zweieinhalbwöchige Konzertreise, die von den Männerstimmen eigenverantwortlich organisiert wird. Sie führt die Sänger in der Regel ins europäische Ausland. Eine Ausnahme bildete die Konzertreise nach Kalifornien (1999) und die Konzertreise nach Kanada (2019).
Jede Konzertreise gliedert sich in zwei Teile:
- Im mindestens 9-tägigen Konzertteil macht der Chor eine Tournee durch verschiedene Städte und gibt dort Konzerte oder gestaltet Gottesdienste. Besondere Auftrittsorte waren in den vergangenen Jahren die Gustav-Wasa-Kirche in Stockholm (2023), die Sagrada Família in Barcelona (2014) und der Dom zu Salzburg (2024).
- Der Freizeitteil besteht aus einem mehrtägigen Zeltlager.

Mit ihren Konzertreisen wollen die St.-Martins-Chorknaben auch zur Völkerverständigung beitragen. Bei den einzelnen Stationen des Konzertteils sind die Chorknaben bemüht, möglichst in Gastfamilien unterzukommen, um auf diese Weise Land und Leute besser kennenzulernen.
Ein Besuch der Chorknaben in Asti im Juli 1973 und der im September desselben Jahres stattfindende Gegenbesuch einer Delegation aus Asti in Biberach trugen zur Entwicklung einer Freundschaft zwischen den beiden Städten bei, die schließlich 1981 in eine Städtepartnerschaft mündete.
Im August 2002 machten die St.-Martins-Chorknaben Station auf Guernsey. Bewohner dieser Kanalinsel waren während des Zweiten Weltkriegs im Lager Lindele interniert. Mit ihrem Besuch konnten die Chorknaben zum Ausbau partnerschaftlicher Beziehungen zwischen Guernsey und Biberach beitragen. Bei einer Gedenkfeier für die Verstorbenen des Lagers Lindele in Biberach, an der die höchsten Regierungs- und Kirchenvertreter von Guernsey teilnahmen, hob der damalige Bailiff Sir de Vic Carey das Feingefühl der Chorknaben während ihres Aufenthalts besonders hervor.

## Finanzierung

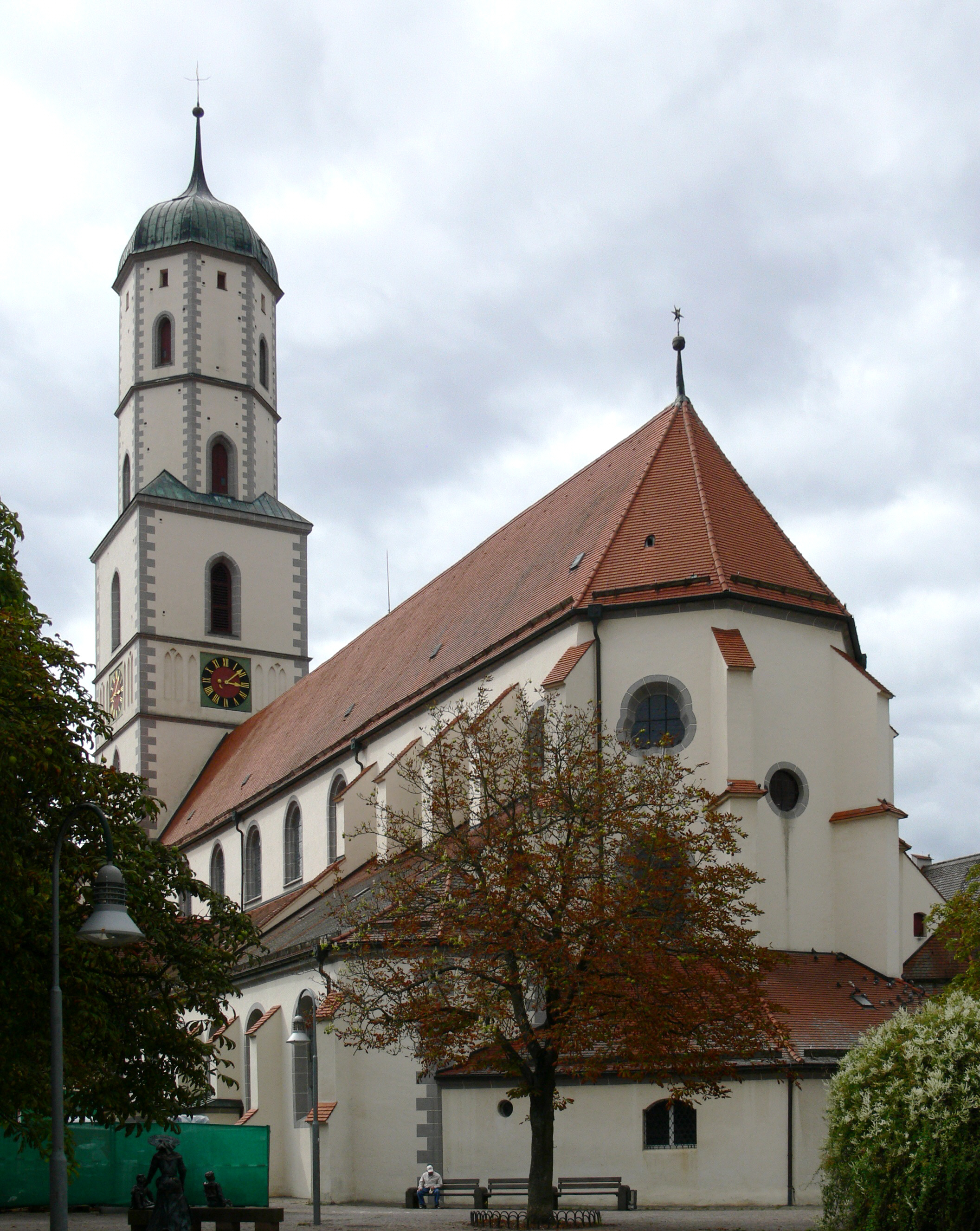
Stadtpfarrkirche St. Martin

Die Katholische Kirchengemeinde St. Martin und St. Maria zu Biberach  und die Katholische Gesamtkirchengemeinde Biberach finanzieren den Chorleiter und die Stimmbildnerin. Die Kirchengemeinde St. Martin stellt den Chorknaben zudem Räumlichkeiten in ihrem Gemeindezentrum zur Verfügung (Büro und Aufenthaltsraum).
Als Probenraum nutzen die Chorknaben einen Saal der Stadt Biberach.
Der Freundes- und Förderverein der St.-Martins-Chorknaben Biberach e.V. unterstützt den Chor u. a. bei der Anschaffung von Noten und bei der Finanzierung der Konzertreisen.
Aufgrund sinkender Kirchensteuereinnahmen muss damit gerechnet werden, dass die Kirchengemeinde St. Martin die Finanzierung von Chorleitung und Stimmbildung künftig nicht mehr im bisherigen Umfang leisten kann. Deshalb wurde 2010 die Stiftung St.-Martins-Chorknaben Biberach gegründet, die in Zukunft einen Teil dieser Kosten auffangen soll.
Weiterhin werden von den Sängern Mitgliedsbeiträge erhoben. Für die Konzertreise ist zusätzlich eine Teilnahmegebühr zu entrichten.

## Fernsehauftritte
SWR:
Die St.-Martins-Chorknaben absolvierten bereits mehrere Auftritte im SWR Fernsehen:
- 18. September 1982: Zu Gast in der Abendschau
- 12. Dezember 1999: Musikalische Mitgestaltung der Sendung Bunter Abend Advent
- 3. Dezember 2008: Musikalischer Adventskalender im Rahmen der Sendung Kaffee oder Tee
- 24. Dezember 2008: Musikalischer Beitrag in der Sendung Musik und Texte zum Heiligen Abend
- 1. Dezember 2009: Musikalischer Adventskalender im Rahmen der Sendung Kaffee oder Tee
- 12. Dezember 2014: Musikalischer Adventskalender im Rahmen der Sendung Kaffee oder Tee

ZDF:
Im ZDF wurde der Fernsehgottesdienst am 17. Juni 1984 von den Chorknaben mitgestaltet.
Privatfernsehen:
Im Oktober 2010 waren Vertreter der Chorknaben zu Gast in der Gesprächssendung Alpha & Omega – das Kirchenmagazin. Die Sendung wurde in verschiedenen privaten Fernsehsendern ausgestrahlt, darunter Regio TV Schwaben, bw family.tv und Bibel TV.

## Medien
Komposition:
Missa 1962 (Komponist: Gregor Simon, 2012)
Die Messe wurde exklusiv für die St.-Martins-Chorknaben komponiert und dient der Akquise von Spenden für die Chorknaben-Stiftung. Ein Teil der Messe wurde am 9. Dezember 2012 uraufgeführt.
DVD:
Hinter den Stimmen – Die Chorknaben aus Biberach (ca. 58 Min.)
Der Dokumentarfilm hatte im November 2009 Premiere bei den Biberacher Filmfestspielen. Die DVD ist im Juli 2010 erschienen.
CDs:
- Geistliche Chormusik (2002)
- Cantate Domino (2009)

Weiterhin sind bei Hänssler Classic zwei CDs erschienen, auf denen die Chorknaben mit Einzelbeiträgen vertreten sind:
- Der Musikalische Adventskalender Vol. 6 (2008)
- Der Musikalische Adventskalender Vol. 7 (2009)

Schallplatten:
- Gloria in Excelsis Deo (1970)
- Ave Maria (1974)
- Geistliche Chormusik aus fünf Jahrhunderten (1981)
- Weihnacht in Biberach (1986)
- Cantate Domino (1989)

Kassetten:
- Bastien und Bastienne (1986)
- Adventliche Chormusik aus Biberach (1988)